# Limfom
Limfom je naziv za primarni tumor čije tumorske stanice potječe iz limfocita, stanica imunološkog sustava. Ove novotovorine najčešće nastaju u limfnim čvorovima, što se prezentira kao povećanje (tumor) čvora.
Limfomi su, pojednostavljeno rečeno, usko povezani s limfocitnim leukemijama, čije tumorske stanice također potječu od limfocitima, ali najčešće zahvaćaju cirkulirajuću krv i koštanu srž.
Limfom može biti porijeklom od limfocita na različitom stupnju razvoja (diferencijacije), tako da postoji velik broj različitih vrsta limfoma, a klasificiraju se ovisno o njihovim obilježjima (genetičkim, imunološkim, morfološkim).
Thomas Hodgkin je 1832.g. prvi opisao limfom, točnije jednu vrstu koja danas nosi po njemu ime Hodgkinov limfom (HL) ili Hodgkinova bolest. Ostali limfomi su grupirani pod nazivom ne-Hodgkinov limfom (NHL), a razvojem laboratorijske tehnologije otkrilo se da skupina broji 43 (prema SZO) različitih oblika limfoma, pa se i sam naziv NHL polako napušta.
Limfom po svojim kliničkim obilježjima može biti indolentan (sporo se razvija, i bolesnik s njime može dugo živjeti) ili agresivan.

## SZO klasifikacija
Kroz povijest se razvojem labaratorijskih metoda, mijenjao i način klasifikacije. Najnovija klasifikacija je klasifikacija Svjetske zdravstvene organizacije iz 2001. koje je nadopunjena 2008., a bazira se na osnovama "Revised European-American Lymphoma classification" (REAL) iz sredine 1990ih. Ovaj sustav SZO-a, grupira limfome prema staničnom tipu i definira fenotipske, molekularne i citogenetske karakteristike pojedinog limfoma. Tako da postoje tri velike skupine limfoma: B-stanični, T-stanični i NK-stanični tumori, i još nekoliko manjih skupina. Hodgkinov limfom, iako se prema SZO klasificira odvojeno, se smatra tumorom, premda označenih abnormalno, limfocita zrelih B-staničnih linija. 

### Neoplazme zrelih B limfocita
- Kronična limfocitna leukemija/Limfom malih stanica
- B-stanična prolimfocitna leukemija
- Limfoplazmocitni limfom
- Splenički B-stanični limfom marginalne zone
- Neoplazme plazma stanica:
  - Multipli mijelom
  - Plazmacitom
  - Bolesti odlaganja monoklonalnog imunoglobulina
  - Bolesti teških lanaca
- Ekstranodalni B-stanični limfom marginalne zone, zvan i MALT limfom
- Nodalni B-stanični limfom marginalne zone (NMZL)
- Folikularni limfom
- Limfom mantle-stanica
- Difuzni B-velikostanični limfom
- Medijastinalni limfom velikih B-stanica
- Intravaskularni limfom velikih B-stanica
- Primarni limfom izljeva
- Burkittov limfom/leukemija

### Neoplazme zrelih T i NK limfocita
- T-stanična prolimfocitna leukemija
- Leukemija T-staničnih granuliranih limfocita
- Agresivna NK-stanična leukemija
- T-stanična leukemija/limfom odraslih
- Ekstranodalni NK/T-stanični limfom, nazalni tip
- Enteropatski tip T-staničnog limfoma
- Hepatosplenički T-stanični limfom
- Blastični NK-stanični limfom
- Mycosis fungoides / Sezaryev sindrom
- Primarno kožni CD30-pozitivni T-stanični limfoproliferativni poremećaji
  - Anaplastični velikostanični limfom, primarno kutani tip
  - Limfomatoidna papuloza
- Angioimunoblastični T-stanični limfom
- Periferni T-stanični limfom, bez drugih obilježja
- Anaplastični velikostanični limfom

### Hodgkinov limfom
- Klasična Hodgkinova bolest:
  - Nodularna skleroza
  - Miješana celularnost
  - Limfocitna predominacija
  - Limfocitna deplecija
- Nodularna limfocitna predominacija Hodgkinove boelsti

### Limfoproliferatvini poremećaji povezani s imunodeficijencijom
- povezani s primarnim imunološkim poremećajima
- povezani s virusom HIV-a
- posttransplantacijski
- povezani s terapijom metotreksatom

|  | Molimo pročitajte upozorenje o korištenju medicinskih informacija. Ne provodite liječenje bez savjetovanja s liječnikom! |